# Morazán
Morazán – jeden z 14 departamentów Salwadoru.
Jego stolicą jest miasto San Francisco Gotera (15,3 tys., 2007). Brak jest innych większych miast (pow. 10 tys. mieszkańców).